# Estação Viso
A Estação Viso é parte da rede de metropolitano da cidade do Porto.  Localizada na localizada na freguesia de Ramalde, inicialmente pertencia aos serviços urbanos da Linha da Póvoa de Varzim e da Linha de Guimarães da CP Porto, com o nome apeadeiro de Circunvalação. Após a substituição da Linha da Póvoa e de Guimarães pelo sistema do Metro do Porto, no mesmo local foi construída a estação do Viso, servida pelas linhas A, B, C , E e F, sendo o primeiro serviço a ser inaugurado o da Linha A (azul) em 2002.
Em 2017, o seu nome foi alterado para Via Rápida/Viso, fruto de um acordo comercial com o centro comercial Via Rápida - Stop & Shop, localizado ao lado da estação e especialmente concebido para os utilizadores do transporte público, tendo o hipermercado Continente Bom Dia a entrada voltada para a estação.
Esta estação encontra-se na zona PRT2 do sistema intermodal Andante, sendo servida pelos autocarros da STCP.

## Autocarros STCP
201 Aliados ⇄ Viso
206 Campanhã ⇄ Viso - Bairro de Santo Eugénio
503 Boavista (Casa da Música) ⇄ Gatões